# 山口知大
山口 知大（やまぐち ともひろ、12月26日 - ）は、日本の男性声優。主にアダルトゲームに出演している。

## 人物
- 主にゲームを中心に活動している[2]。
- 「知大」という名は父親が名づけたと裸執事deやらジオ内で発言している。[3]
- 「ジェット山口」とは同一人物である。

### 趣味・趣向
- 家で一日中過ごすのが好きではなく、休日も映画や食事など何かしら用事を作って外出している。「休日も何かしらしているのでオフの日というのはない、山口は常にオン。」と発言している。[4]
- スクール水着は旧式が好き。[1]

### 交友関係等
- 裸執事deやらジオ内で声優の山口智広は兄であることをたびたび口にしており、山口智広のことは「お兄ちゃん」「日のつく方」などと呼んでいる。[5]
- 裸執事で共演している阿部太樹と仲が良く、二人で遊びに行くこともある。また、毎日LINEで連絡を取り合う仲である。

### エピソード
- 小学生の頃は非常にモテており、バレンタインの贈り物も貰ったが、当時酢昆布にハマっていた山口は「チョコレートよりも酢昆布が欲しい」と言い、バレンタイン酢昆布をプレゼントしてもらった。

## 出演作品

### ゲーム

#### 2011年
- 裸執事（一ノ瀬冬夜[6]）

#### 2013年
- 裸執事～やらしつじ＆やさしつじ～（一ノ瀬冬夜[7]）
- Ariard-少年アリス-（D双子[8]）

### OVA
- 美脚性奴会長 亜衣 第1巻 二之宮亜衣編（吉沢篤志）※ジェット山口名義

### CD

#### ラジオCD
- DJCD 裸執事de裸ジオ 1発目（2012年）
- DJCD 裸執事de裸ジオ 2発目（2012年）
- DJCD 裸執事deやらジオ 1脱ぎ目 （2014年）
- DJCD 裸執事deやらジオ 2脱ぎ目 （2014年）
- DJCD 裸執事deやらジオ 3脱ぎ目 （2015年）

#### ドラマCD
- 裸執事　鬼魂島(きこんじま)の夜～チン怪奇!?無人島に眠る鬼伝説～（一ノ瀬冬夜[9]）
- 神学校ツインパック 特典ドラマCD

### ラジオ
- 裸執事de裸ジオ（RADIO TOMO!　ゲスト出演）
- 裸執事deやらジオ（RADIO TOMO![10]：2013年9月27日 - 2014年7月11日）